# Hedenborg
Hedenborg är en bebyggelse, belägen vid länsväg M 1210, 2 kilometer norr om Billeberga, i Sireköpinge socken i Svalövs kommun. Mellan 2015 och 2020 avgränsade SCB här en småort. Den västra delen av småorten ligger i Billeberga socken.